# Zidanta I
Zidanta I was een koning van het Hettitische oude koninkrijk. Hij heerste 10 jaar lang, ongeveer rond 1550 v.Chr.